# ギリス・ファン・コーニンクスロー
ギリス・ファン・コーニンクスローまたはヒリス・ファン・コーニンクスロー（Gillis van Coninxloo、1544年1月24日 – 1607年1月4日）はフランドルの画家である。

## 略歴
アントウェルペンに画家ヤン・ファン・コーニンクスロー(Jan van Coninxloo)の息子に生まれた。兄のハンス・ファン・コーニンクスロー(Hans van Coninxloo:1540-1595)も画家になった。ピーテル・クック・ファン・アールスト(Pieter Coecke van Aelst)やレナールト・クロース(Lenaert Kroes)、ヒリス・モスタールト(Gillis Mostaert)のもとで修行をし、1570年にアントウェルペンのサン・ルカ組合のメンバーになり、アントウェルペンで働いた。アントウェルペン時代に、有名な画家、ピーテル・ブリューゲルの2人の息子、ピーテル・ブリューゲルIIとヤン・ブリューゲルの兄弟を弟子にしている。
1585年にカトリック派のパルマ公アレッサンドロ・ファルネーゼが率いるスペイン軍がアントウェルペンを占領すると、新教徒のコーニンクスローは、ミデルブルフに逃れ、1587年にラインラントのフランケンタールに移り、そこでアントン・ミロウ(Anton Mirou: 1578 – 1621/1627)やピーテル・スハウブルーク（Pieter Schoubroeck: 1570/1573-1607）といった風景画家たちの中心的な存在として活動した。1595年にアムステルダムに移り、1597年に市民権を取得した。1607年にアムステルダムで没した。
16世紀末から、17世紀初めにおけるフランドルの最も重要な風景画家とされ、深い森の風景や高い位置から俯瞰したような構図で描く「Weltlandschaft」というスタイルの風景画を描き、多くのフランドルの画家に影響を与えた。

## 作品

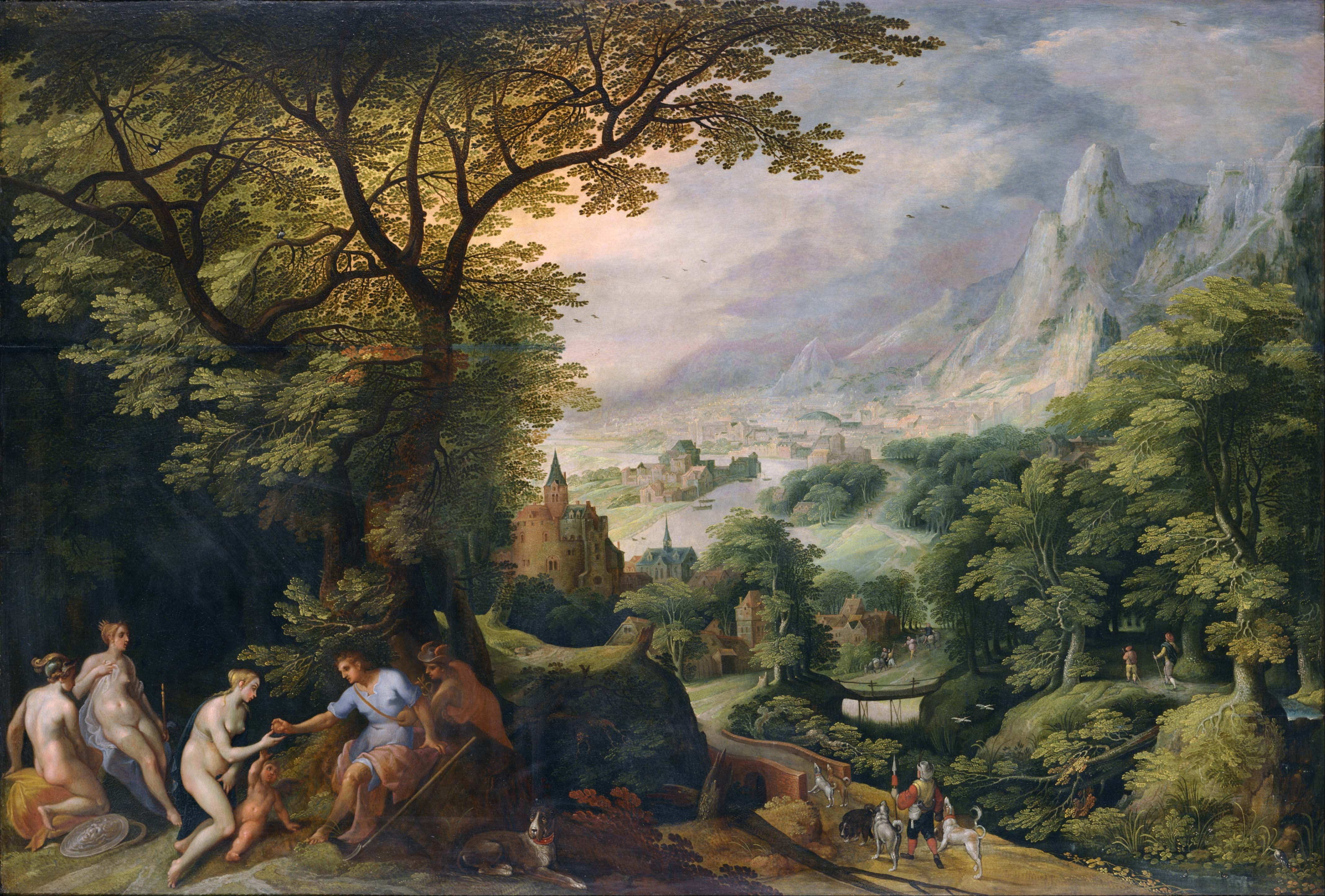
「パリスの審判」 国立西洋美術館蔵
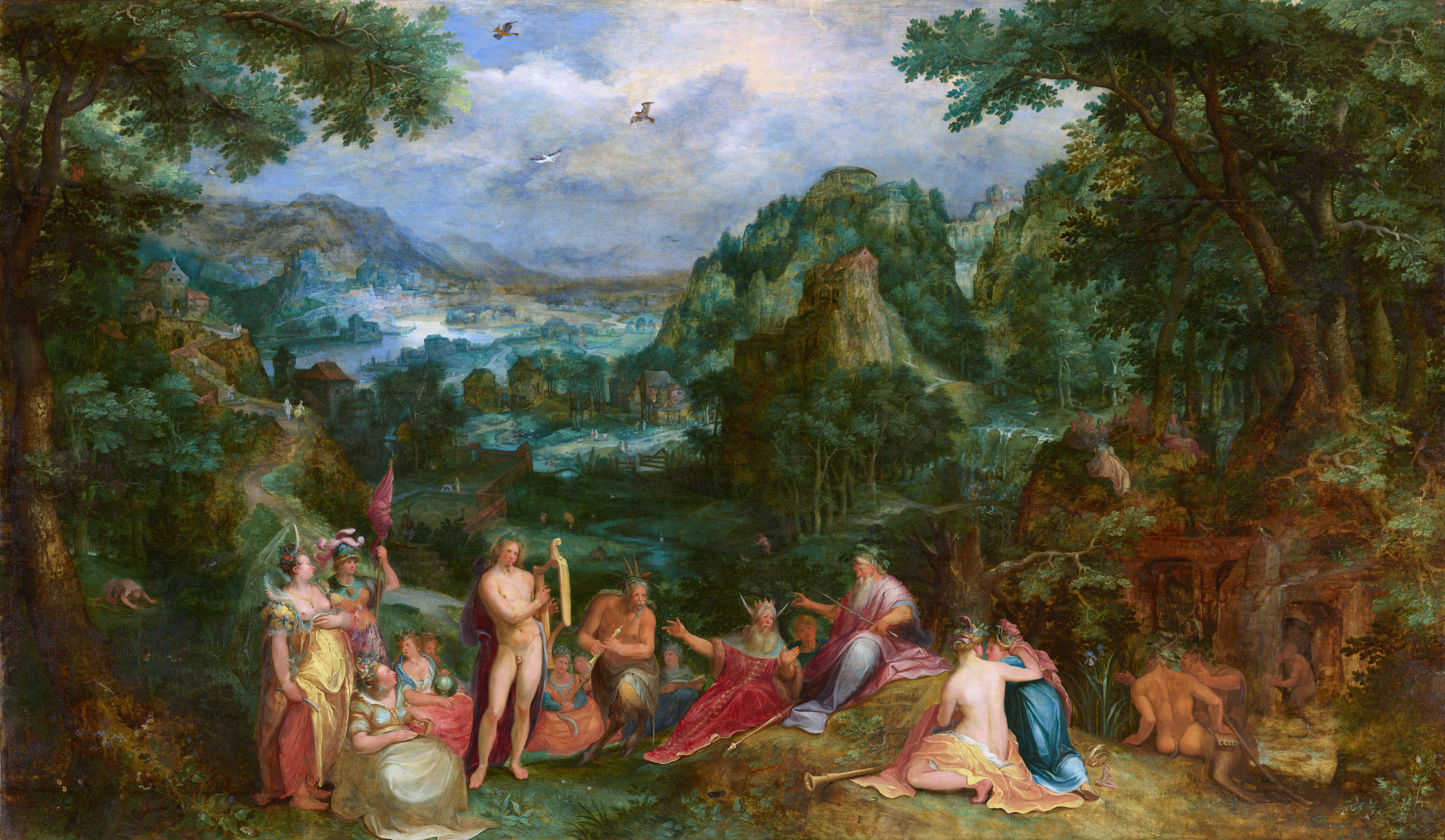
ミダス王の審判と風景
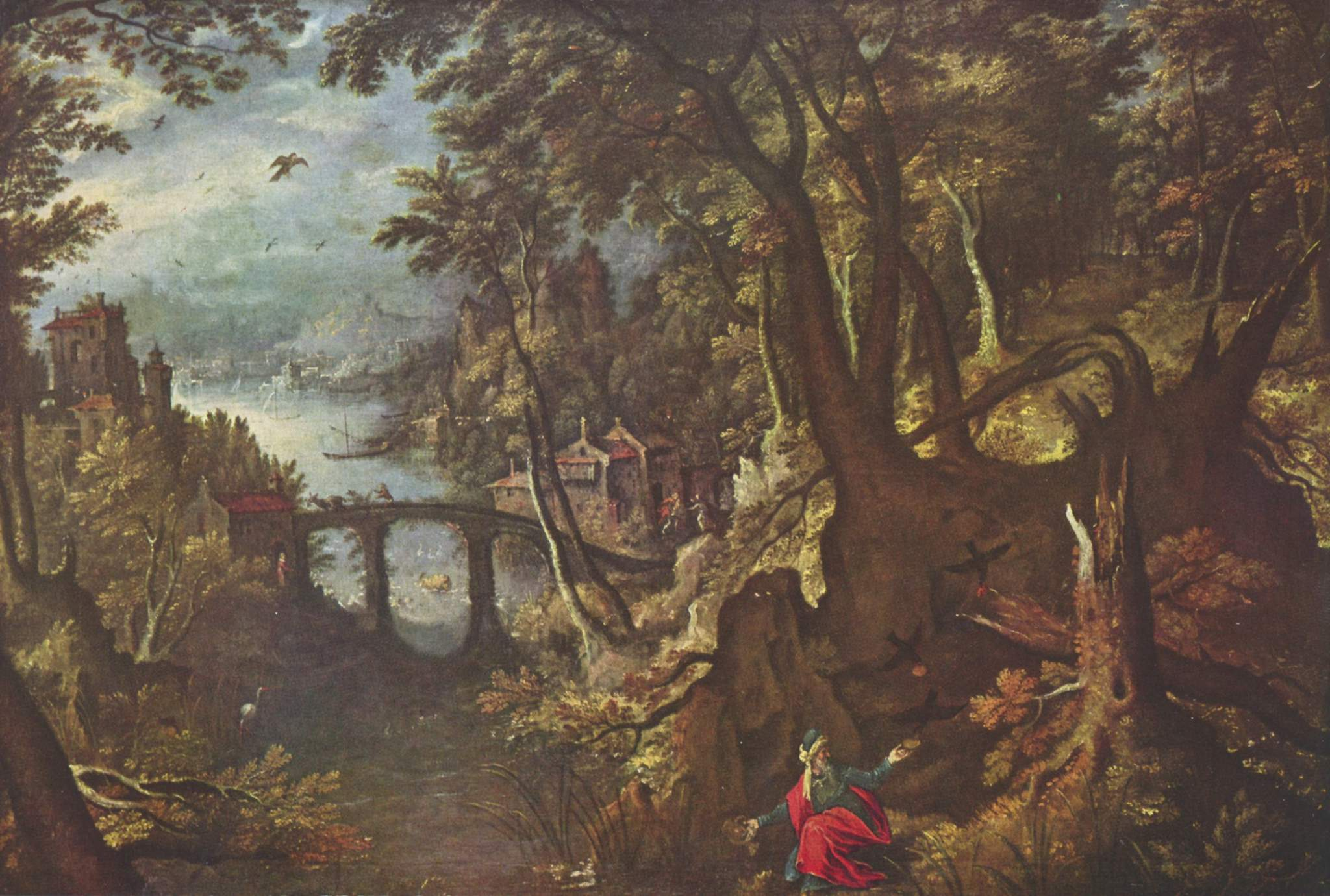
鴉に餌を与えるエリヤ
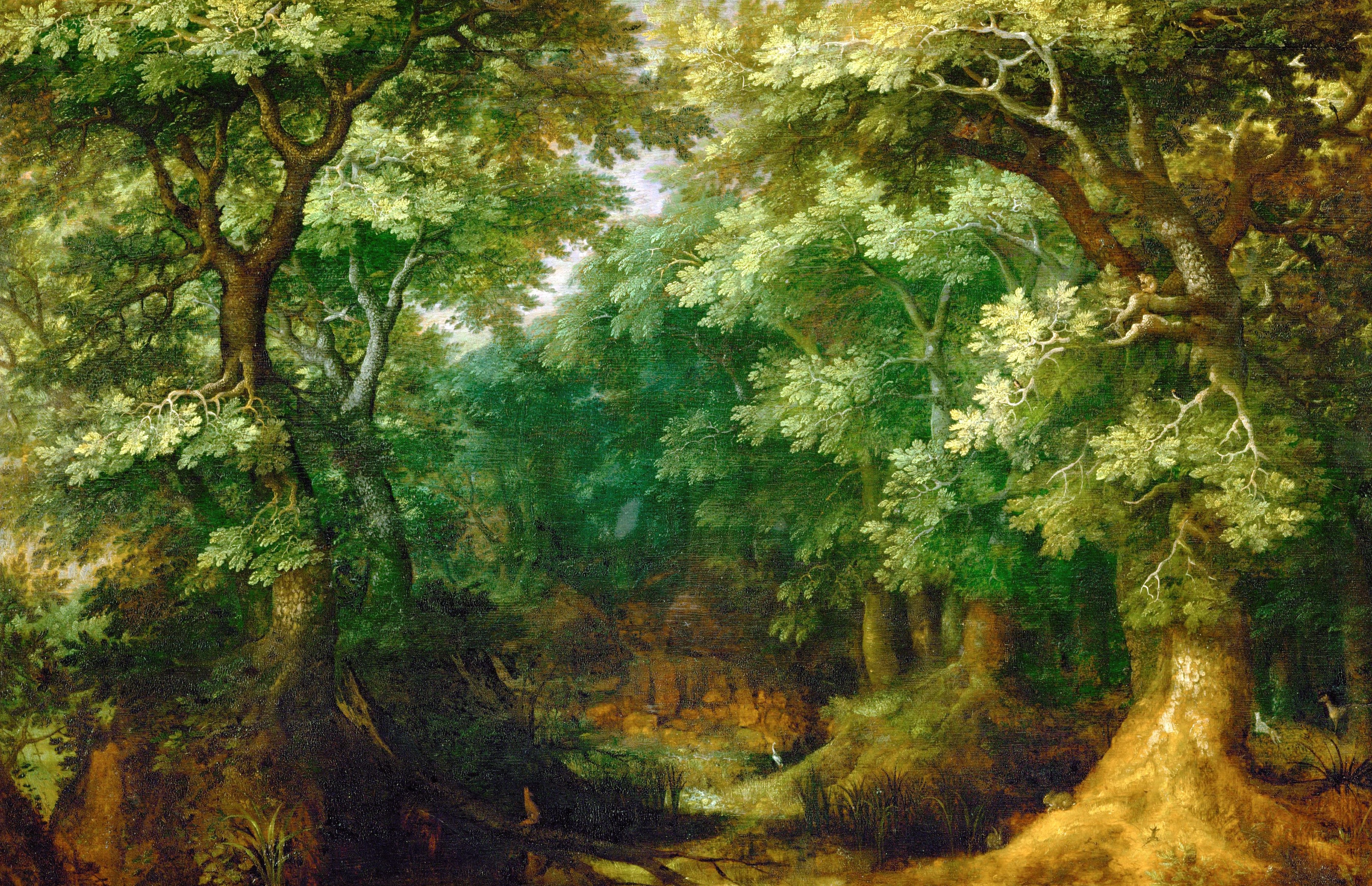
Weltlandschaft
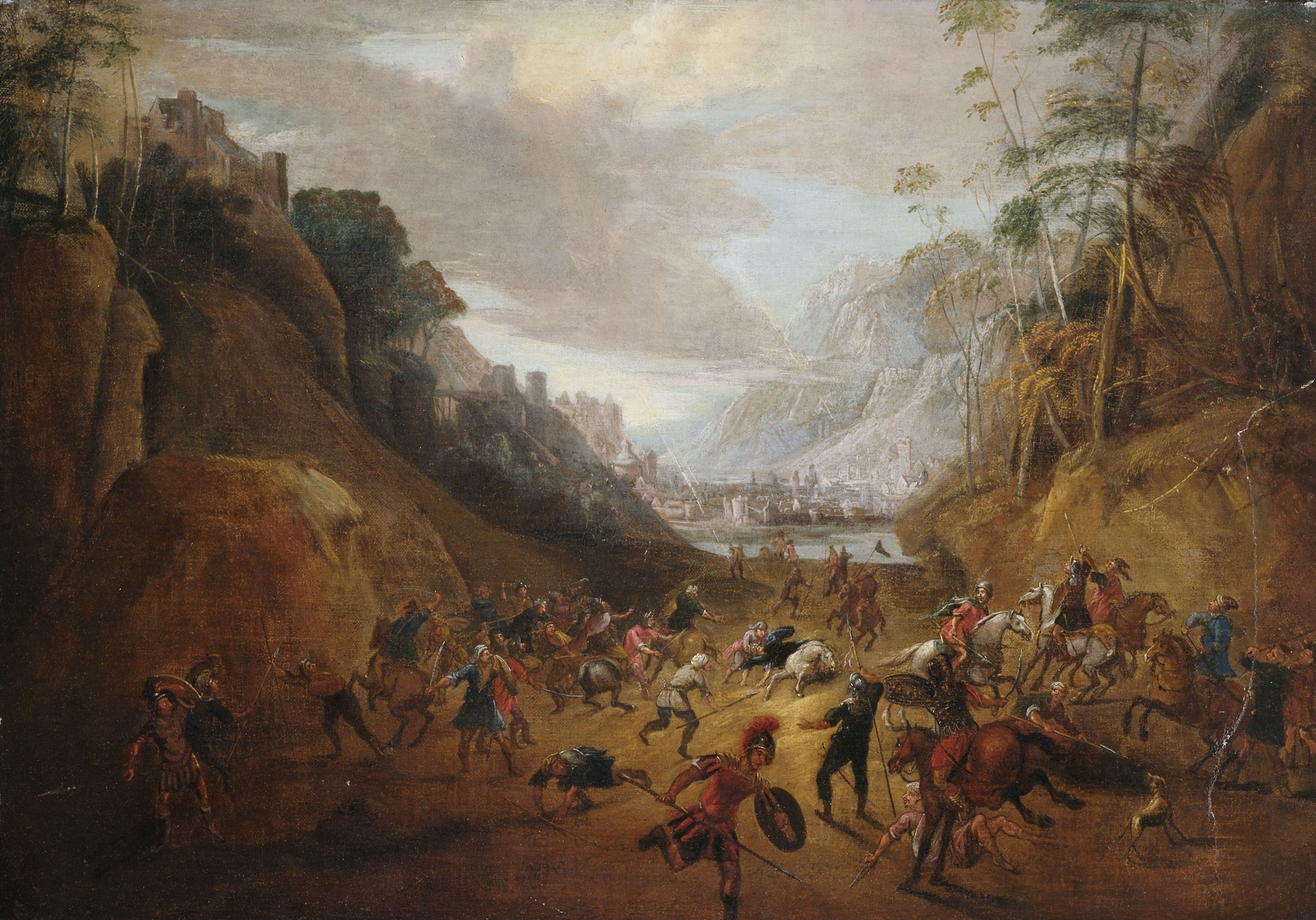
聖パウロの回心の情景と風景 コーニンクスローの追随者の作品
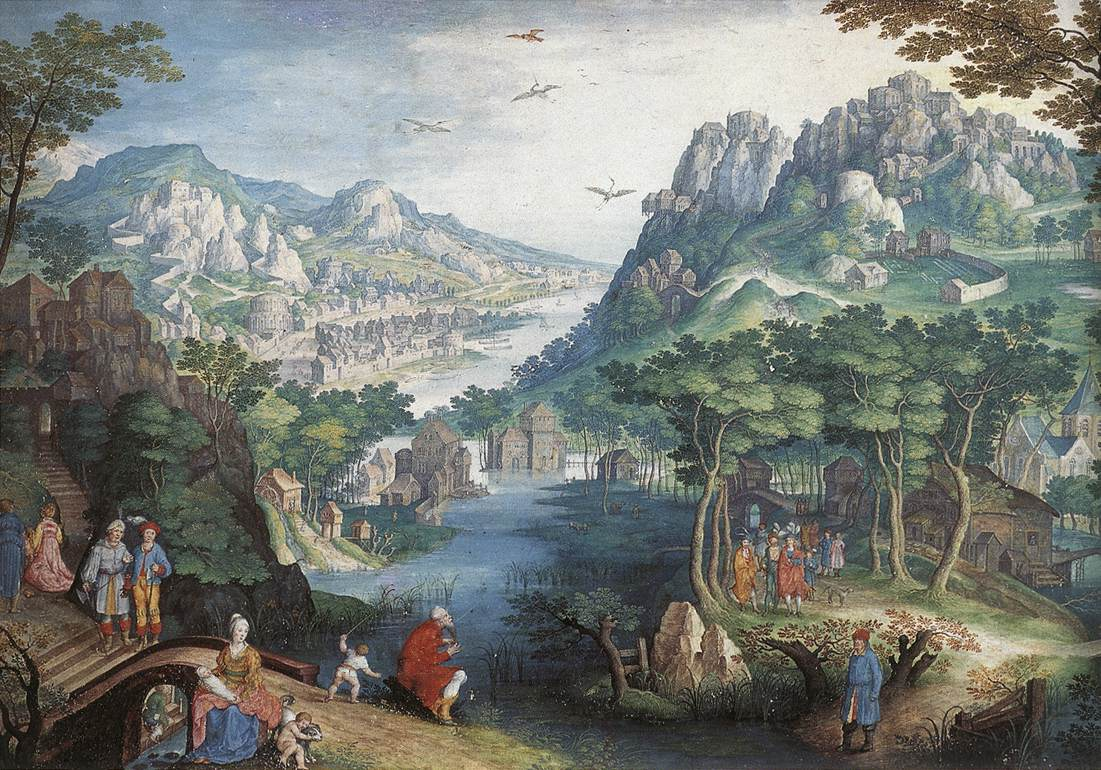
預言者ホセアと山岳の風景